# Бока (Новара)
Бока (італ. Boca, п'єм. Bòca) — муніципалітет в Італії, у регіоні П'ємонт,  провінція Новара.
Бока розташована на відстані близько 540 км на північний захід від Рима, 90 км на північний схід від Турина, 31 км на північний захід від Новари.
Населення — 1279 осіб (2014).
Щорічний фестиваль відбувається 22 січня. Покровитель — San Gaudenzio.

## Демографія
Населення за роками:

Станом на 1 січня 2023 року в муніципалітеті офіційно проживало 50 іноземців з 16 країн, серед них 18 громадян країн Євросоюзу та 7 громадян України.

## Сусідні муніципалітети
- Кавалліріо
- Куреджо
- Гриньяско
- Маджора
- Прато-Сезія
- Вальдуджа